# Balboa Island
Balboa Island ist eine künstliche Insel und zugleich ein Stadtteil von Newport Beach im US-Bundesstaat Kalifornien. Sie liegt in der Newport Bay, einer Meeresbucht mit Verbindung zum Pazifischen Ozean. Die von der Stadt umgebene Insel wurde 1916 eingemeindet.

## Geographie
Der Stadtteil Balboa Island besteht neben der Hauptinsel zudem aus dem deutlich kleineren Little Balboa Island (33° 36′ N, 117° 53′ W) direkt östlich der Hauptinsel sowie dem winzigen Collins Island (33° 37′ N, 117° 54′ W) vor der Nordwestspitze von Balboa Island. Der Stadtteil mit der Postleitzahl 92662 ist im Norden über eine Autobrücke zu erreichen, im Süden verkehrt die Balboa Island Ferry durch die Bucht zur Halbinsel Balboa Peninsula.

## Geschichte
Die Insel kann auf eine abwechslungsreiche Geschichte zurückblicken. In den späten 1860er-Jahren wurde Balboa Island als Lagerstätte für Import- und Exportgüter verwendet. Im September 1870 wurden die Lager- und Anlegemöglichkeiten erheblich erweitert. Der Fischhändler James McFadden kaufte die gesamte Insel 1875. Da bis dato keine Verbindung zum Festland bestand, begann McFadden zusammen mit seinem Bruder den Bau der ersten Verbindung zum Festland, was Balboa Island zur Halbinsel werden ließ.

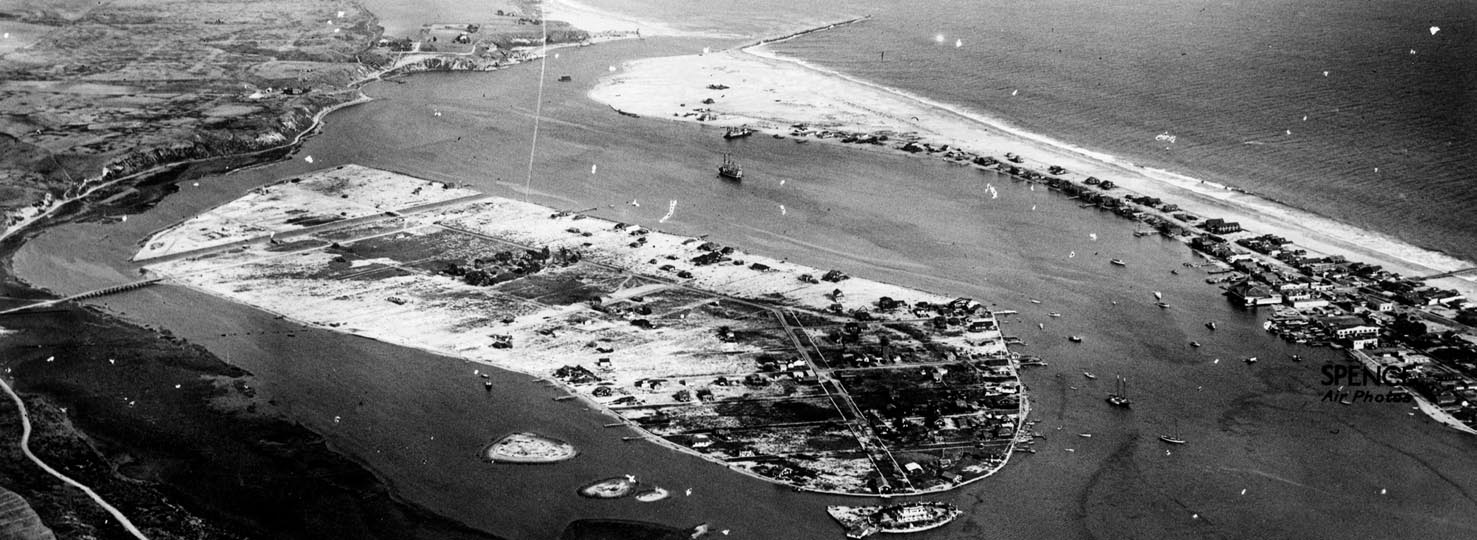
Balboa Island im Jahre 1921 aus der Luft gesehen

Seit 1891 gab es eine direkte Eisenbahnverbindung, welche der nun von McFadden betriebenen Anlegestelle zu einem rasanten Wachstum verhalf. 1899 jedoch beschloss die Regierung, den Hafen von Los Angeles großzügig auszubauen. Die wirtschaftlichen Folgen für Balboa Island waren dementsprechend katastrophal, sodass McFadden seine Anlegestelle wie auch die von ihm betriebene Eisenbahnlinie an die Southern Pacific Railroad verkaufen musste. 1902 verkaufte McFadden dann einen großen Teil der Insel wie auch seiner sonstigen Grundstücke.
Bis 1907 wurde die Stadtplanung von Newport Beach reorganisiert, worauf unter anderem die heutige Anordnung der Straßen zurückgeht. Zwischen 1908 und 1909 begann der Unternehmer William Collins mit der Vermarktung von Grundstücken auf der Insel. Der damalige Preis für die direkt am Wasser gelegenen Bauplätze betrug zwischen 350 und 750 US-Dollar. Vollständig fertiggestellt  war die Infrastruktur der Insel zu diesem Zeitpunkt aber noch lange nicht, sodass die Entwicklung eher langsam voranschritt. Die erste neue Brücke zum Festland wurde 1912 eröffnet.
Balboa Island wurde 1916 zu Newport Beach eingemeindet. Erst zwei Jahre darauf begann die neu gegründete Balboa Island Improvement Association mit den Arbeiten an Kanalisation, Stromversorgung und Straßenbau. Bis 1920 gab es mit der Park Avenue nur eine einzige Straße auf der Insel. Im selben Jahr wurde die Gasversorgung in Betrieb genommen. 1919 wurde beschlossen, mit der Balboa Island Ferry eine ständige Fährverbindung einzurichten, welche ein Jahr später ihren Betrieb aufnahm. Heute sind drei 20 Meter lange Fähren vorhanden, die jeweils bis zu drei Autos transportieren können.
Nach den Anstrengungen der Balboa Island Improvement Association füllten sich die Bauplätze in den 1920er-Jahren langsam. Zum Schutz von Balboa Island wurde um die Insel zuerst eine hölzerne, seit 1929 aus Beton bestehende Bewehrung gezogen. In der Zeit nach dem Zweiten Weltkrieg wurde der Stadtteil zu einem Anziehungspunkt für viele berühmte Persönlichkeiten. So besaß unter anderem der Schauspieler John Wayne hier ein Haus und ein Boot. Heute gibt es zur Insel neben den Fährbooten auch eine moderne Stahlbetonbrücke, welche mit Autos befahrbar ist.

## Bevölkerung

### Einwohnerentwicklung
Auf Balboa Island lebten 2007 etwa 3.970 Einwohner.
Beim United States Census 2000 wurden auf Balboa Island 3.120 Einwohner in 2.167 Haushalte und 765 Familien gezählt. Die Bevölkerungsdichte betrug 17.621 Einwohner pro Quadratkilometer. Die Zahl der Wohneinheiten war 2.167. Die Einwohner bestanden zu 95,0 % aus Weißen, 0,4 % Afroamerikanern, 0,3 % amerikanischen Ureinwohnern, 2,2 % Asiaten, 0,1 % pazifischen Insulanern und 1,2 % anderer Herkunft. Hispanics oder Latinos waren 3,2 % der Bevölkerung. Die größten Gruppen nach ethnischer Herkunft waren: Engländer 638 (20,4 %), Deutsche 603 (19,3 %) und Iren 563 (18,0 %).
In 9,9 % der 2.167 Haushalte lebten Kinder unter 18 Jahren, 35,8 % bestanden aus verheirateten Paaren, 5,9 % hatten einen weiblichen Haushaltsvorstand ohne anwesenden Ehemann und 55,9 % bildeten keine Familie.45,4 % der Haushalte bestanden aus Alleinstehenden und in 12,0 % war jemand im Alter von 65 oder älter alleinstehend. Die durchschnittliche Haushaltsgröße war 1,79 Personen und die durchschnittliche Familiengröße war 2,42 Personen.
Von der Einwohnerschaft waren 11,0 % unter 19 Jahren alt, 2,6 % entfielen auf die Altersgruppe zwischen 20 und 24, 28,7 % zwischen 25 und 44, 32,9 % zwischen 45 und 64 und 23,8 % waren 65 Jahre alt oder älter. Das Durchschnittsalter betrug 49,5 Jahre.
Das Durchschnittseinkommen pro Haushalt belief sich 2007 auf 101.144 US-Dollar. Der durchschnittliche Wert eines Hauses lag 2007 bei 1.354.100 US-Dollar.

## Balboa Island in Kunst und Medien

### In Film und Fernsehen
Die Insel war bereits Schauplatz und Drehort mehrerer Film- und Fernsehproduktionen. Unten aufgeführt sind allerdings nur die bekanntesten Produktionen:
- Das dreizehnte Jahr (1999), der vom Disney Channel produzierte Film spielt hauptsächlich auf Balboa Island und wurde hier und an anderen Stellen in Newport Beach gedreht.
- Timeshare (2000) mit Timothy Dalton und Nastassja Kinski spielt auf der Insel.
- Arrested Development (2003-06), die Fernsehserie handelt von einer Familie, die auf Balboa Island einen Frozen-Banana-Stand betreibt.[8] Die Dreharbeiten zur Serie fanden jedoch überwiegend in Culver City statt.

### In der Musik
- Die englische Rockband The Pretty Things brachte 2007 ein Album mit dem Titel Balboa Island heraus. Darauf befindet sich ein Lied mit demselben Namen.

## Persönlichkeiten
Aufgrund seiner einmaligen Lage war Balboa Island ab den 1950er-Jahren ein Anziehungspunkt für bekannte Persönlichkeiten. Besonders Schauspieler aus dem nahen Hollywood entdeckten die Insel.
Folgende Prominente lebten auf Balboa Island:
- John Wayne (1907–1979), der Schauspieler hatte ein Haus an der Straße Bay Shore. Sein Schiff Wild Goose liegt noch heute in der Bucht.
- Buddy Ebsen (1908–2003), der Schauspieler lebte an der South Bay Front
- Harry Carey (1921–2012), der Schauspieler wohnte an der North Bay Front.

Eine Vielzahl berühmter Persönlichkeiten verbrachte hier zudem den Sommer und besaß Boote, die an der Insel vor Anker lagen. Dazu gehörten unter anderem James Cagney, John Barrymore, Humphrey Bogart, Lauren Bacall, Betty Davis, Andy Devine, Edgar Bergen, Henry Mancini und Shirley Temple.